# Beaumontois en Périgord
Beaumontois en Périgord is een gemeente in het Franse departement Dordogne in de regio Nouvelle-Aquitaine. De gemeente maakt deel uit van het arrondissement Bergerac en had 1.730 inwoners op 1 januari 2022.

## Geschiedenis
De commune nouvelle is op 1 januari 2016 ontstaan door de fusie van de gemeenten Beaumont-du-Périgord, Labouquerie, Nojals-et-Clotte en Sainte-Sabine-Born.

## Geografie
De oppervlakte van Beaumontois en Périgord bedraagt 72,71 km², de bevolkingsdichtheid is 25 inwoners per km².
De onderstaande kaart toont de ligging van Beaumontois en Périgord met de belangrijkste infrastructuur en aangrenzende gemeenten.